# Trestienii de Jos, Prahova
Trestienii de Jos (în trecut, Trestieni, Trăistieni) este un sat în comuna Dumbrava din județul Prahova, Muntenia, România.
Așezarea este atestată documentar în anul 1831.